# Bill Leverty
Bill Leverty (Richmond, 30 gennaio 1967) è un chitarrista statunitense, famoso principalmente per la sua militanza nei FireHouse.

## Biografia
All'età di quattro anni i suoi genitori gli regalarono una chitarra, ma crescendo la mise in disparte e iniziò a giocare a hockey su ghiaccio. A quindici anni riprese in mano la chitarra e studiò teoria musicale alle scuole superiori.
Più tardi creò una band chiamata White Heat ed iniziò le audizioni per un batterista. Conobbe Michael Foster che lo impressionò. Qualche tempo dopo entrambi conobbero C.J. Snare e Perry Richardson. Così si formarono i FireHouse.
Il 4 luglio 2006 la GREM USA annunciò che Leverty aveva firmato un'esclusiva con la loro azienda produttrice di chitarre, la GREM. Una particolare linea di chitarre, la "Bill Leverty Free Radical" (ancora oggi prodotta) è stata presentata proprio da Leverty in luglio.
Dopo quindici anni con i FireHouse, Bill realizza il suo primo album da solista, Wanderlust. Non molto tempo dopo Bill realizza anche il suo primo album interamente strumentale dal titolo Southern Exposure, venduto solo negli stores statunitensi e nel suo sito ufficiale durante il 2007.
Ancora oggi Bill è un fan di hockey su ghiaccio dei Detroit Red Wings. Si è sposato nel 1996 con sua moglie Kris ed ha avuto da lei un figlio chiamato Dabney.

## Discografia

### Da solista
- 2004 - Wanderlust
- 2007 - Southern Exposure
- 2009 - Deep South
- 2009 - Celebrate Christmas
- 2013 - Drive